# Stazione di Marinella (Golfo Aranci)
La stazione di Marinella è una fermata ferroviaria al servizio dell'omonima frazione balneare di Olbia, situata lungo la ferrovia Cagliari-Golfo Aranci all'interno del territorio municipale di quest'ultimo comune.

## Storia
L'impianto di Marinella nacque negli anni ottanta dell'Ottocento, decennio in cui fu ultimata la Dorsale Sarda, principale linea ferroviaria dell'isola, nel cui tratto gallurese la Compagnia Reale delle Ferrovie Sarde realizzò questa fermata atta a servire la località di Marinella, divenuta nel secondo dopoguerra un centro a forte vocazione turistica.
Venne soppressa il 20 febbraio 1951 e sostituita dalla stazione di Rudalza, ma riattivata già il 3 agosto successivo.
Dal punto di vista gestionale lo scalo passò nel 1920 dalla Compagnia Reale alle Ferrovie dello Stato, e da queste alla controllata RFI nel 2001.

## Strutture e impianti

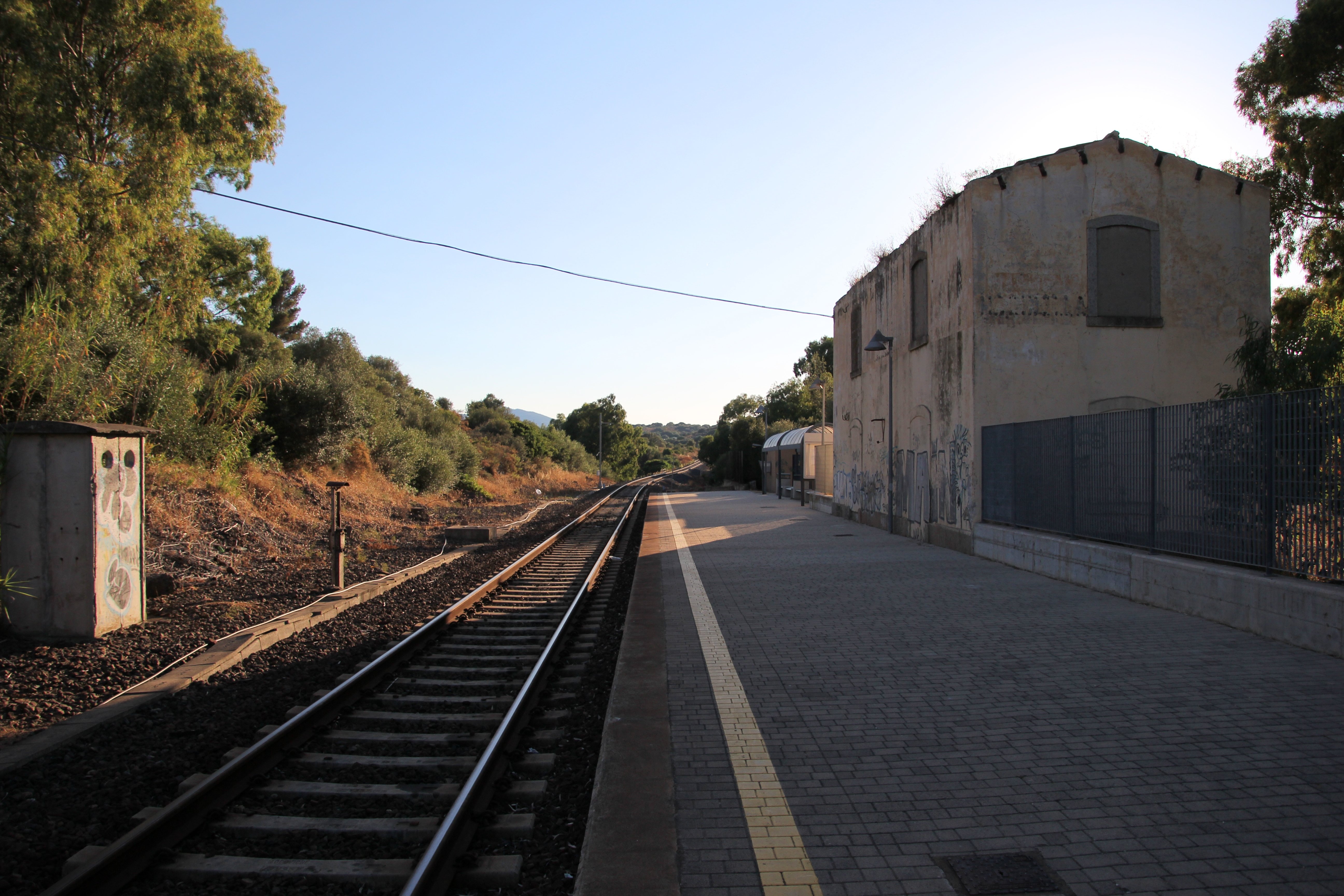
Il binario in direzione Cagliari, con sulla destra il dismesso fabbricato viaggiatori della fermata

La fermata di Marinella dal punto di vista dell'infrastruttura ferroviaria è dotata del solo binario di corsa, a scartamento da 1435 mm.
A nord dello stesso si trova l'area passeggeri, in cui si trova l'ex fabbricato viaggiatori dell'impianto, dismesso e dagli ingressi murati: si tratta di una costruzione a due piani dalla pianta rettangolare, con tetto a falde in laterizi e due luci di apertura sul lato binari. Nella parte ovest della fermata, che è impresenziata, è inoltre presente un locale di servizio.

## Movimento
Lo scalo è servito dai treni regionali espletati da Trenitalia per le relazioni tra Olbia e Golfo Aranci.

## Servizi

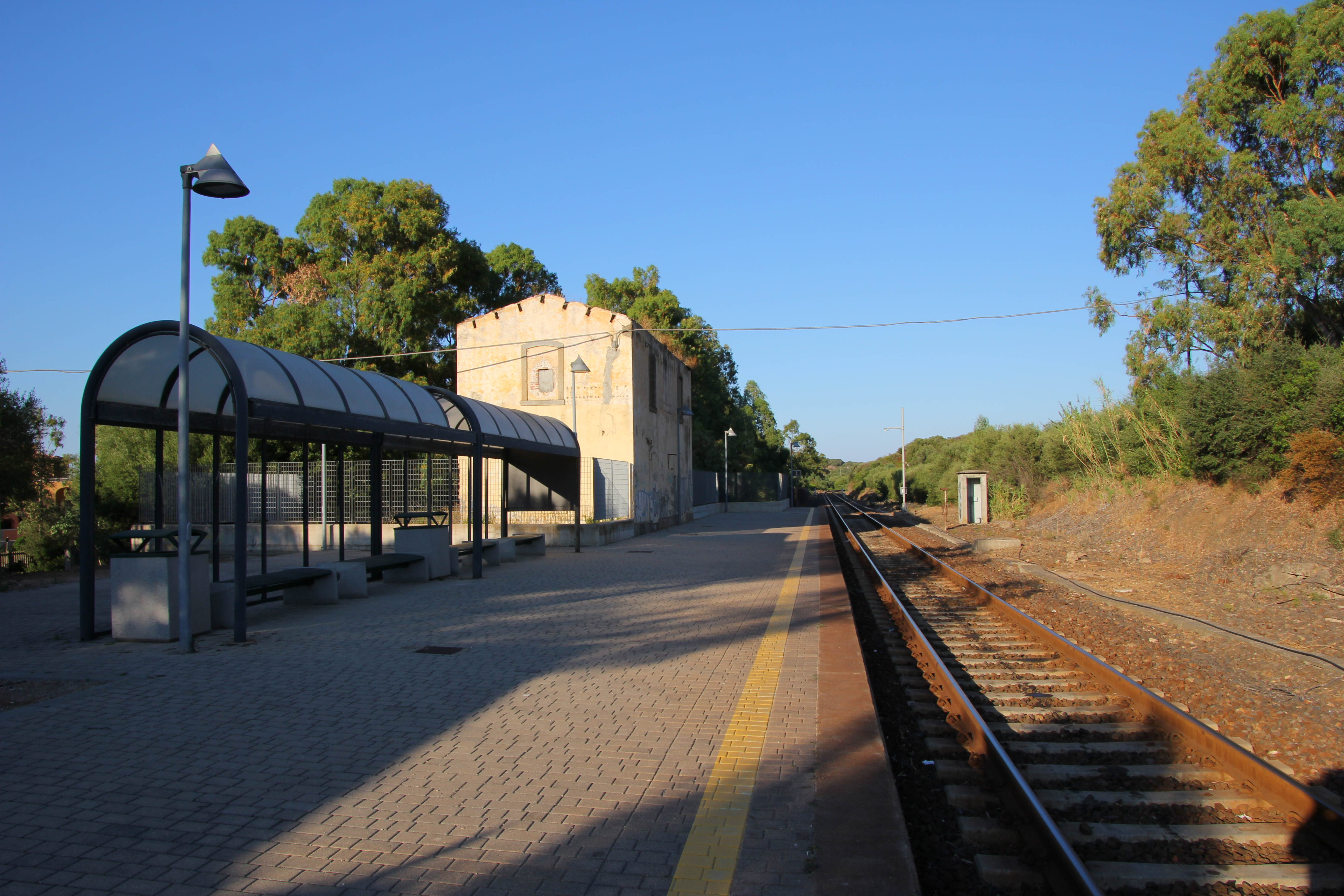
La banchina dell'impianto, con sulla sinistra le pensiline e le panchine a disposizione dell'utenza

La fermata è classificata da RFI in categoria "bronze" ed è accessibile da persone con disabilità di tipo motorio. Per l'accesso ai treni lo scalo è dotato di una banchina, in cui sono presenti delle pensiline e delle panchine a disposizione dei viaggiatori. Il dismesso fabbricato viaggiatori in passato era inoltre dotato di una sala d'attesa per l'utenza.